# セントラル・エルーセラ
セントラル・エルーセラ（英語: Central Eleuthera）はバハマの県である。県都はガヴァナーズ・ハーバー（Governor's Harbour）。

## 隣接行政区画
- ハーバー島
- サウス・エルーサラ

## 交通
- ガヴァナーズ・ハーバー空港（英語版）